# إريك دوغلاس
إريك دوغلاس (بالإنجليزية: Eric Douglas) مواليد 21 يونيو 1958 في لوس أنجلوس - الوفاة 6 يوليو 2004 في مانهاتن، هو ممثل وكوميدي أمريكي بدأ مسيرته الفنية سنة 1971. درس في الأكاديمية الملكية للفنون المسرحية. ظهر في فيلم ذا كيلنغ جيم (سنة 1991) (بدور: سام).

## روابط خارجية
- إريك دوغلاس على موقع IMDb (الإنجليزية)
- إريك دوغلاس على موقع أول موفي (الإنجليزية)
- إريك دوغلاس على موقع قاعدة بيانات الأفلام السويدية (السويدية)
- إريك دوغلاس على موقع قاعدة بيانات الفيلم (الإنجليزية)